# 阿爾菲·張
阿尔菲·詹姆斯·张（英語：Alfie James Chang；2002年9月4日—）是一名英格蘭足球運動員，司職中場，現時效力英甲球會伯明翰足球會。

## 球會生涯
阿尔菲·张在2019年7月獲得伯明翰足球會兩年青訓獎學金，加入球會青訓系統。2021年，他與球會簽下職業合約。
2021/22球季的英格蘭足球聯賽盃第一輪比賽對英甲球會主場對科尔切斯特联，他獲分發球衣號碼及入選替補名單，但沒有上場。8月24日第二輪對富勒姆的比賽，他在73分鐘入替戴恩·桑德森，這是他首次在職業聯賽上場，最終球隊以2-0不敵對手。2022/23球季聯賽盃第一輪比賽作客對诺维奇城，他先發上場，最終球隊在點球大戰中出局。四天後的英格兰足球联赛賽事對卡迪夫城足球俱乐部，他在聯賽中首次上場擔任中場，拍擋為乔丹·詹姆斯，他在比賽中踢了75分鐘，而球隊以1-0落敗。